# Ruth First
Ruth Heloise First (Johannesburgo, 4 de mayo de 1925 - Maputo, 17 de agosto de 1982) fue una profesora, autora, feminista y activista antiapartheid sudafricana. Fue asesinada en Mozambique, donde trabajaba en el exilio, por un paquete bomba fabricado por la policía sudafricana.

## Biografía
Ruth Heloise First nació el 4 de mayo de 1925 en Johannesburgo, hija de Matilda Levetan y Julio First, emigrantes judíos. Julius emigró a Sudáfrica desde Letonia a los 10 años y Matilda desde Lituania a los cuatro. Ambos eran activistas contra el apartheid y se convirtieron en miembros fundadores del Partido Comunista de Sudáfrica (CPSA), precursor del Partido Comunista Sudafricano (SACP). Ruth First se crio en Kensington, donde ella y su hermano, Ronald First, crecieron en un hogar con un fuerte componente político. A los 14 años, Ruth fue miembro del Club de Lectura de la Juventud de Izquierda. Al igual que sus padres ella fue parte del Partido Comunista Sudafricano en su lucha por derrocar al gobierno sudafricano del apartheid.
De adolescente, First asistió a la Escuela Secundaria Jeppe para Niñas y luego se convirtió en la primera persona de su familia en asistir a la universidad. Se graduó de la Universidad de Witwatersrand, con una licenciatura en ciencias sociales en 1946, con excelentes calificaciones en antropología, historia económica, sociología y administración indígena. Durante sus estudios universitarios, descubrió que «en un campus sudafricano, los problemas estudiantiles que importan son los nacionales». Participó en la fundación de la Federación de Estudiantes Progresistas, también conocida como la Liga de Estudiantes Progresistas, y conoció, entre otros compañeros, a Nelson Mandela, futuro presidente de Sudáfrica, y a Eduardo Mondlane, el primer líder del movimiento de liberación de Mozambique (FRELIMO). También fue secretaria de la Liga de Jóvenes Comunistas y, durante un breve periodo, militó en el CPSA de Johannesburgo.
Tras graduarse, First trabajó como asistente de investigación en la División de Bienestar Social del Ayuntamiento de Johannesburgo. En 1946, su posición en el Partido Comunista mejoró significativamente tras una serie de huelgas mineras durante las cuales fueron arrestados destacados miembros del partido. Tras esto, First solicitó una entrevista con el director de Bienestar Social, donde anunció que deseaba dejar su departamento sin presentar previamente su preaviso habitual. First se convirtió entonces en la editora jefe del periódico radical The Guardian, que posteriormente fue prohibido por el estado en virtud de la Ley de Supresión del Comunismo y que cambió de nombre con frecuencia debido a las acciones represivas del estado y la censura de los medios.  A través del periodismo de investigación, First expuso las políticas de segregación racial conocidas como apartheid, dirigidas contra los sudafricanos negros tras el ascenso del Partido Nacional en 1948.
En 1949, se casó con Joe Slovo, activista sudafricano antiapartheid y comunista, con quien tuvo tres hijas: Shawn, Gillian y Robyn. Juntos, Slovo y First se convirtieron en una fuerza destacada en la era de las protestas de la década de 1950, durante la cual el gobierno prohibió cualquier movimiento que se opusiera a sus políticas. En diciembre de 1956 Ruth First y su marido Joe Slovo fueron detenidos y acusados de alta traición junto con otros 154 activistas.
Además de su trabajo con The Guardian y sus sucesores, el Congreso Sudafricano de Demócratas (COD), un ala solo blanca de la Alianza del Congreso, se fundó en 1953 con el apoyo de First cuando el ANC expresó la necesidad de un grupo de activistas blancos para respaldar sus políticas y abrirse paso entre los miembros del partido nacionalista. En 1955, asumió el puesto de editora de una revista política radical llamada Fighting Talk. First y Slovo también eran miembros del Congreso Nacional Africano, además del Partido Comunista. También jugó un papel activo durante los extensos disturbios de la década de 1950. Ruth estaba en el comité de redacción de la Carta de la Libertad, pero no pudo asistir a su presentación el 25 de junio de 1955 en el Congreso del Pueblo en Kliptown debido a una orden de prohibición. Ruth también viajó a la Unión Internacional de Estudiantes y a las conferencias fundadoras de la Federación Mundial de la Juventud Democrática. Visitó la Unión Soviética, China, Gran Bretaña, Italia, Yugoslavia, Alemania y Francia.

## Exilio y asesinato
En marzo de 1964, First se exilió en Londres, donde participó activamente en el Movimiento Antiapartheid británico. Ruth editó las biografías de Nelson Mandela, Govan Mbeki y Oginga Odinga a finales de los sesenta y principios de los setenta. Entre 1964 y 1968 viajó por toda África para estudiar las luchas por la independencia en Argelia, Egipto, Ghana, Nigeria y Sudán. Como resultado, se convirtió en una académica de prestigio internacional. Fue investigadora en la Universidad de Mánchester en 1972, y entre 1973 y 1978 impartió clases de estudios sobre el desarrollo en la University of Durham. También pasó periodos en comisión de servicio en universidades de Dar es Salaam y Lourenço Marques, Maputo.
En noviembre de 1978, First asumió el cargo de director de investigación en el Centro de Estudios Africanos (Centro de Estudos Africanos), Universidade Eduardo Mondlane en Maputo, Mozambique. Fue asesinada por orden de Craig Williamson, mayor de la Policía sudafricana, el 17 de agosto de 1982 a los 57 años, cuando abrió un paquete bomba que había sido enviado a la universidad. Bridget O'Laughlin, una antropóloga que trabajaba con First, estaba en la oficina de ésta cuando fue asesinada, y testificó ante la Comisión de la Verdad y la Reconciliación.  Presidentes y embajadores de 34 países asistieron a su funeral en Maputo el 24 de agosto de 1982.
Por su excelente contribución a la lucha contra el apartheid y promover la libertad en Sudáfrica, fue galardonada con la Orden de Luthuli.

## Libros
- 1965, 117 Días.[6][7]
- 1967, Un disfraz de la Confianza.
- 1970, El cañón de un arma.
- 1972,  La conexión sudafricana.